# Tro-Bro Léon 2023
40. ročník jednodenního cyklistického závodu Tro-Bro Léon se konal 7. května 2023 ve francouzském regionu Bretaň. Vítězem se stal Ital Giacomo Nizzolo z týmu Israel–Premier Tech. Na druhém a třetím místě se umístili Belgičan Arnaud De Lie (Lotto–Dstny) a Nizozemec Nils Eekhoff (Team DSM). Závod byl součástí UCI ProSeries 2023 na úrovni 1.Pro.

## Týmy
Závodu se zúčastnilo 6 z 18 UCI WorldTeamů, 13 UCI ProTeamů a 3 UCI Continental týmy. Každý tým přijel se sedmi závodníky kromě týmů CIC U Nantes Atlantique, Team DSM a Uno-X Pro Cycling Team s šesti jezdci. Antonio Jesús Soto (Euskaltel–Euskadi) neodstartoval, na start se tak postavilo 150 jezdců. Do cíle v Lannilisu dojelo 116 z nich.
UCI WorldTeamy
- AG2R Citroën Team
- Arkéa–Samsic
- Cofidis
- Groupama–FDJ
- Intermarché–Circus–Wanty
- Team DSM

UCI ProTeamy
- Bingoal WB
- Bolton Equities Black Spoke
- Burgos BH
- Caja Rural–Seguros RGA
- Euskaltel–Euskadi
- Equipo Kern Pharma
- Human Powered Health
- Israel–Premier Tech
- Lotto–Dstny
- Q36.5 Pro Cycling Team
- Team Flanders–Baloise
- Team TotalEnergies
- Uno-X Pro Cycling Team

UCI Continental týmy
- CIC U Nantes Atlantique
- Nice Métropole Côte d'Azur
- St. Michel–Mavic–Auber93

## Výsledky
| Pořadí | Jezdec                   | Tým                      | Čas        |
| ------ | ------------------------ | ------------------------ | ---------- |
| 1      | Giacomo Nizzolo (ITA)    | Israel–Premier Tech      | 4h 50' 52" |
| 2      | Arnaud De Lie (BEL)      | Lotto–Dstny              | + 0"       |
| 3      | Nils Eekhoff (NED)       | Team DSM                 | + 0"       |
| 4      | Eddy Finé (FRA)          | Cofidis                  | + 0"       |
| 5      | Rasmus Tiller (NOR)      | Uno-X Pro Cycling Team   | + 0"       |
| 6      | Clément Venturini (FRA)  | AG2R Citroën Team        | + 0"       |
| 7      | Laurent Pichon (FRA)     | Arkéa–Samsic             | + 0"       |
| 8      | Florian Vermeersch (BEL) | Lotto–Dstny              | + 5"       |
| 9      | Thomas Gachignard (FRA)  | St. Michel–Mavic–Auber93 | + 5"       |
| 10     | Samuel Watson (GBR)      | Groupama–FDJ             | + 5"       |